# Hontianske Tesáre
Hontianske Tesáre (in ungherese Teszér) è un comune della Slovacchia facente parte del distretto di Krupina, nella regione di Banská Bystrica.